# Solmijärvi
Solmijärvi är en sjö i Gällivare kommun i Lappland och ingår i Kalixälvens huvudavrinningsområde. Sjön har en area på 0,0983 kvadratkilometer och ligger 287,4 meter över havet.

## Delavrinningsområde
Solmijärvi ingår i det delavrinningsområde (745541-172186) som SMHI kallar för Ovan VDRID = Vassaraälven i Ängesåns vattendragsy*. Medelhöjden är 295 meter över havet och ytan är 8,33 kvadratkilometer. Räknas de 71 avrinningsområdena uppströms in blir den ackumulerade arean 747,23 kvadratkilometer. Ängesån (Liinajoki) som avvattnar avrinningsområdet har biflödesordning 2, vilket innebär att vattnet flödar genom totalt 2 vattendrag innan det når havet efter 217 kilometer. Avrinningsområdet består mestadels av skog (61 procent) och sankmarker (27 procent). Avrinningsområdet har 0,39 kvadratkilometer vattenytor vilket ger det en sjöprocent på 4,6 procent.